# カルロ2世・ゴンザーガ＝ネヴェルス

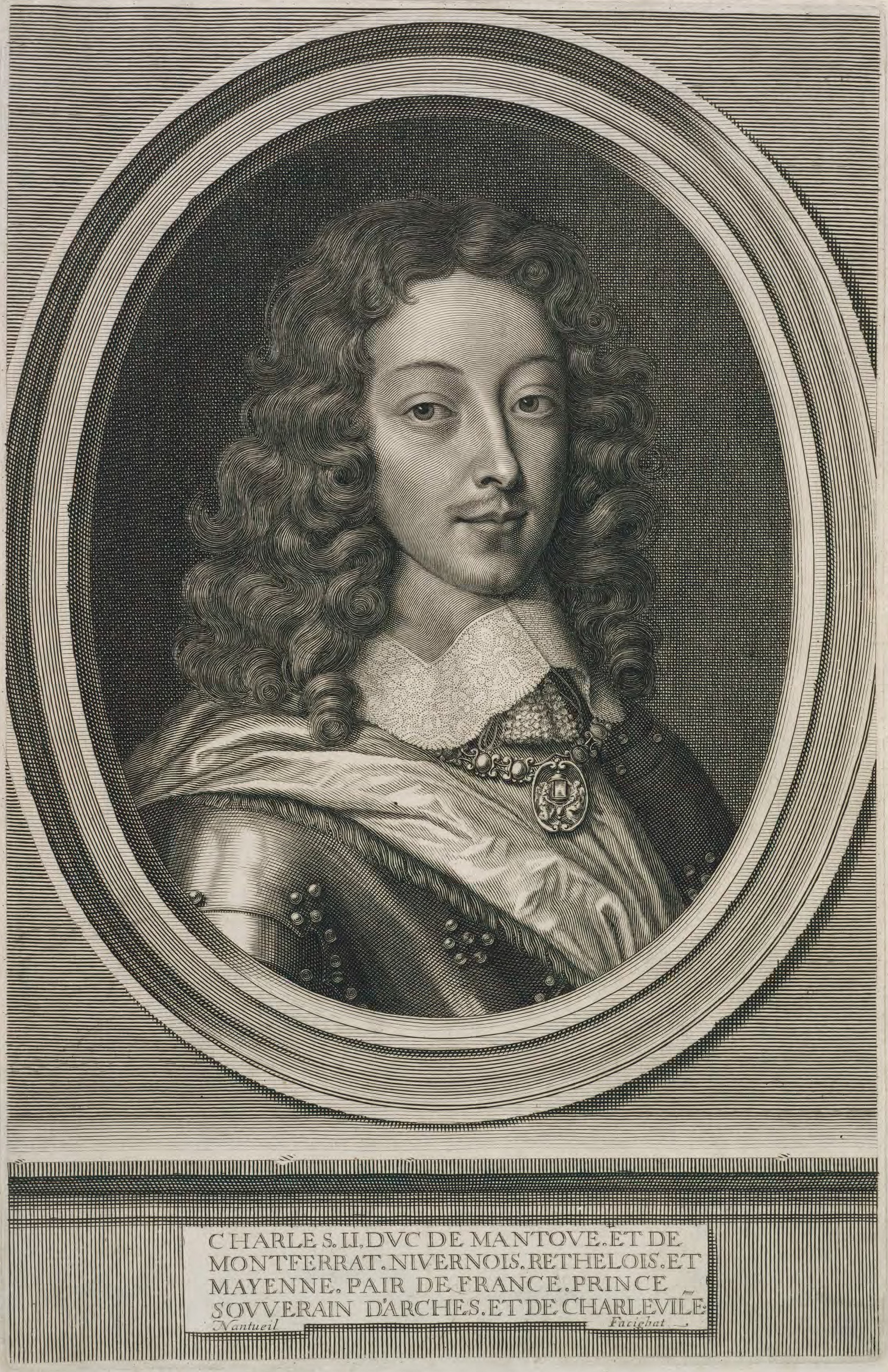
マントヴァ公カルロ2世、ロベール・ナントゥイユ画

カルロ2世・ゴンザーガ＝ネヴェルス（伊:Carlo II Gonzaga-Nevers, 1629年10月3日 - 1665年8月14日）は、イタリアのマントヴァ公爵及びモンフェッラート公爵（在位：1637年 - 1665年）。またフランスのヌヴェール公爵、ルテル公爵（在位：1637年 - 1659年）及びマイエンヌ公爵（在位：1632年 - 1659年）。

## 生涯
マントヴァ公カルロ1世の次男であるマイエンヌ公シャルル（カルロ）と、その妻でマントヴァ公フランチェスコ4世の娘であるマリーアの間の長男として生まれた。妹エレオノーラは神聖ローマ皇帝フェルディナント3世の皇后である。
生後わずか2歳で父を亡くし、1637年に祖父からマントヴァとモンフェッラートの公爵位を受け継いだ。ただし、即位後10年間は母マリーアが摂政として領国を治めた。1659年、フランスの実質的な摂政であったジュール・マザラン枢機卿にヌヴェール、ルテル及びマイエンヌの公爵領を売却した。1646年11月7日に、前方オーストリア大公レオポルト5世の娘イザベラ・クララと結婚し、一人息子のフェルディナンド・カルロをもうけた。しかし夫婦関係は、両性愛者であったカルロが愛妾のマルゲリータ・デッラ・ローヴェレとの男女関係、及び歌手のアット・メラーニをはじめとする多くの男性たちとの男色関係を続けたために破綻した。

## 引用・脚注
1. ↑  Condren 2021, p. 68.
2. ↑  Roger Freitas, The Eroticism of Emasculation: Confronting the Baroque Body of the Castrato, The Journal of Musicology, Vol. 20, No. 2. (Spring, 2003), pp. 196–249.